# Église Saint-Georges d'Ugrinovci
Pour les articles homonymes, voir Église Saint-Georges.
L'église Saint-Georges d'Ugrinovci (en serbe cyrillique : Црква Светог Георгија у Угриновцима ; en serbe latin : Crkva Svetog Georgija u Ugrinovcima) est une église orthodoxe située à Ugrinovci, en Serbie, dans la municipalité de Zemun et sur le territoire de la ville de Belgrade. Construite entre 1734 et 1779, elle figure sur la liste des biens culturels de la ville de Belgrade.

## Présentation
L'église Saint-Georges d'Ugrinovci a été construite entre 1734 et 1779, et, d'après une inscription figurant au bas de l'icône de Saint Jean Chrysostome, son édification a été parachevée en 1788 ; elle fut ensuite remaniée en 1834-1835. L'actuel clocher a été bâti en 1958, au moment de la restauration de l'église endommagée par les Oustachis au cours de la Seconde Guerre mondiale.
L'édifice est constitué d'une nef unique, avec une abside demi-circulaire à l'est et un narthex surmonté d'un clocher à l'ouest. Elle est caractéristique de l'architecture baroque.
L'iconostase, elle aussi de style baroque, est ornée de motifs floraux stylisés ; elle a été peinte par Mihailo Radosavljević, un artiste de Zemun. En 1912, un autre peintre de Zemun, Branko A. Kuzmanović, a retouché certaines des icônes.